# Orphulina balloui
Orphulina balloui är en insektsart som först beskrevs av Rehn, J.A.G. 1905.  Orphulina balloui ingår i släktet Orphulina och familjen gräshoppor. Inga underarter finns listade i Catalogue of Life.